# Loi de Henry
En physique, et plus particulièrement en thermodynamique, la loi de Henry, établie empiriquement par le physicien britannique William Henry en 1803, énonce que, :
« À température constante et à saturation, la pression partielle dans la phase vapeur d'un soluté volatil est proportionnelle à la fraction molaire de ce corps dans la solution liquide. »
En pratique, elle ne s'applique qu'aux faibles concentrations du soluté (fraction molaire inférieure à 0,05) et à des pressions de moins de 10 bar (domaine d'application de la loi des gaz parfaits). Le soluté peut être un gaz dissout ou plus généralement tout corps volatil très faiblement soluble ou très dilué. Elle n'est également appliquable qu'à des mélanges binaires, ne contenant qu'un seul soluté et un seul solvant. Par extension à l'aide de coefficients de fugacité et d'activité, elle peut être appliquée à des mélanges multicomposants réels. Le pendant de la loi de Henry pour les solvants est la loi de Raoult. 
Elle est utilisée dans de nombreux domaines de la chimie, de la physique et de la météorologie.

## Énoncé, définitions et démonstration

### Énoncé de la loi de Henry
On considère une solution liquide constituée d'un soluté {\displaystyle \sigma } dissout dans un solvant {\displaystyle s}. La loi de Henry relie la pression partielle {\displaystyle P_{\sigma }} du soluté en phase gazeuse à sa fraction molaire {\displaystyle x_{\sigma }^{\text{l}}} en phase liquide à l'équilibre liquide-vapeur selon, :
| Loi de Henry pression partielle du soluté {\displaystyle \sigma } dans le solvant {\displaystyle s} : {\displaystyle P_{\sigma }=x_{\sigma }^{\text{g}}P=x_{\sigma }^{\text{l}}k_{{\text{H}},\sigma ,s}} |

avec :
- {\displaystyle P} la pression totale du mélange ;
- {\displaystyle P_{\sigma }} la pression partielle du soluté {\displaystyle \sigma }, par définition {\displaystyle P_{\sigma }=x_{\sigma }^{\text{g}}P} ;
- {\displaystyle k_{{\text{H}},\sigma ,s}} la constante de Henry du soluté {\displaystyle \sigma } dans le solvant {\displaystyle s}, aux pression {\displaystyle P} et température {\displaystyle T} du mélange ; la constante de Henry a la dimension d'une pression ; {\displaystyle k_{\text{H}}} est la notation recommandée par le Green Book de l'Union internationale de chimie pure et appliquée (IUPAC)[4], on trouve également {\displaystyle H}, {\displaystyle {\mathcal {H}}} voire {\displaystyle K} dans la littérature ;
- {\displaystyle x_{\sigma }^{\text{g}}} la fraction molaire du soluté {\displaystyle \sigma } dans la phase vapeur ;
- {\displaystyle x_{\sigma }^{\text{l}}} la fraction molaire du soluté {\displaystyle \sigma } dans la phase liquide.

La littérature utilise parfois l'inverse de la constante de Henry {\displaystyle k_{\text{H}}} définie précédemment, {\displaystyle H={1 \over k_{\text{H}}}}, et l'appelle également constante de Henry. Sa dimension est alors l'inverse de celle d'une pression, et la loi de Henry énonce que, :
« À température constante et à saturation, la quantité de gaz dissout dans un liquide est proportionnelle à la pression partielle qu'exerce ce gaz sur le liquide. »
et s'écrit sous la forme :
D'autres formes de la loi de Henry sont écrites en fonction de la concentration molaire ou de la molalité du soluté. Les lecteurs de littérature spécialisée doivent être attentifs à noter quelle version de l'équation de la loi de Henry est utilisée (voir le paragraphe Constantes de Henry pour divers gaz dissouts dans l'eau).
Un soluté répondant à la loi de Henry est une espèce chimique capable de passer en phase gaz dans les conditions de pression et de température considérées, c'est-à-dire un corps volatil. La loi de Henry ne s'applique donc pas aux solutés solides tels les sels. Dans les conditions de température {\displaystyle T} et de pression {\displaystyle P} de la solution, un soluté répondant à la loi de Henry est typiquement un fluide supercritique, pour lequel il n'existe pas de pression de vapeur saturante {\displaystyle P^{\text{sat}}} à la température {\displaystyle T}, c'est-à-dire pour lequel {\displaystyle T>T_{\text{c}}} sa température critique (par exemple à 20 °C l'oxygène et l'azote, de {\displaystyle T_{\text{c}}} respectives −118,67 °C et −147,1 °C), ou un fluide subcritique gazeux, pour lequel à la température {\displaystyle T} il existe une pression de vapeur saturante telle que {\displaystyle P^{\text{sat}}>P} (par exemple à 20 °C et 1 bar le propane de {\displaystyle P^{\text{sat}}} = 8,327 bar). Le soluté peut également être un fluide subcritique liquide, pour lequel à la température {\displaystyle T} il existe une pression de vapeur saturante telle que {\displaystyle P^{\text{sat}}<P} (par exemple à 20 °C et 1 bar l'éthanol de {\displaystyle P^{\text{sat}}} = 5,8 × 10−2 bar), présent en faible quantité dans la solution, soit parce qu'il est peu soluble, soit parce qu'il est fortement dilué. De façon générale, un soluté {\displaystyle \sigma } répondant à la loi de Henry est un corps volatil dans les conditions du mélange et dont la fraction molaire en phase liquide est faible, soit {\displaystyle x_{\sigma }^{\text{l}}\approx 0}. Le solvant {\displaystyle s} se comporte alors quasiment comme un corps pur, soit {\displaystyle x_{s}^{\text{l}}\approx 1}. La relation de Duhem-Margules impose que si l'équilibre liquide-vapeur du soluté répond à la loi de Henry, alors celui du solvant répond à la loi de Raoult, et réciproquement.
L'équilibre liquide-vapeur déterminé par la loi de Henry est un état stable, appelé état de saturation du solvant par le soluté. Dans les conditions de pression et température données, le solvant peut contenir plus de soluté que la quantité déterminée par la loi de Henry, mais il s'agit alors d'un état d'équilibre instable dit de sursaturation. Dans ce cas la moindre perturbation (choc sur le récipient contenant le liquide, introduction d'une poussière formant un site de nucléation pour les bulles de gaz, fluctuation de pression ou de température, etc.) peut provoquer le dégazage de l'excès de soluté dissout jusqu'à l'établissement de l'état stable dicté par la loi. De même, la quantité du soluté dissout peut être inférieure à celle déterminée par la loi de Henry : il y a sous-saturation. Dans ce cas, si le soluté est présent en phase gaz, la phase liquide absorbe du soluté gazeux jusqu'à atteindre l'équilibre stable. La fraction {\displaystyle x_{\sigma }^{\text{l}}} déterminée par la loi de Henry est donc la fraction molaire maximale de soluté que peut contenir la phase liquide de façon stable : la fraction {\displaystyle x_{\sigma }^{\text{l}}} est la solubilité du soluté {\displaystyle \sigma } dans le solvant {\displaystyle s} dans les conditions de pression et de température données.

### Constante de Henry
Les définitions et formules suivantes ne sont valables que pour un mélange binaire comprenant un unique soluté {\displaystyle \sigma } et un unique solvant {\displaystyle s}.
La constante de Henry est définie rigoureusement en thermodynamique à partir de la fugacité.
Contrairement à ce que peut laisser entendre le terme de constante, la constante de Henry dépend de la pression et de la température. En revanche, elle ne dépend pas de la composition du mélange. La constante de Henry {\displaystyle k_{{\text{H}},\sigma ,s}} dépend également de la nature du soluté {\displaystyle \sigma } et du solvant {\displaystyle s} ; ceci implique qu'elle doit être déterminée pour chaque couple « soluté {\displaystyle \sigma } - solvant {\displaystyle s} » et n'est pas valable si l'un de ces deux corps est considéré dans un mélange binaire autre que celui pour lequel elle a été déterminée (par exemple le soluté {\displaystyle \sigma } avec un solvant autre que le solvant {\displaystyle s}).
En pratique, la constante de Henry est déterminée expérimentalement.

#### Définition thermodynamique

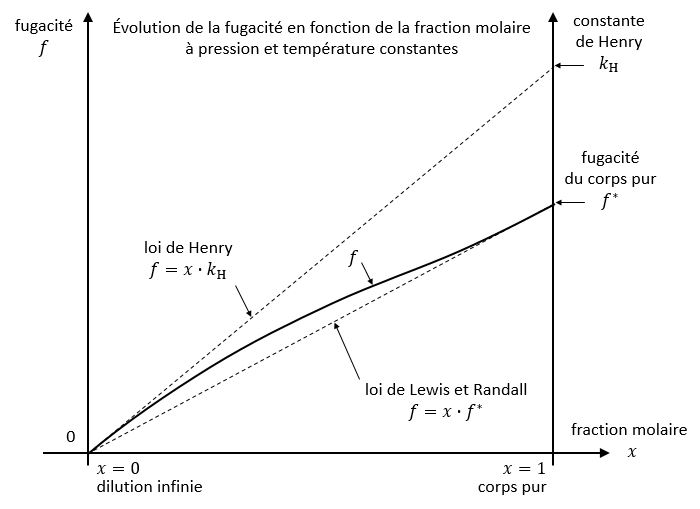
Évolution de la fugacité en fonction de la fraction molaire à pression et température constantes,.

En thermodynamique, à pression et température constantes, la fugacité {\displaystyle f_{\sigma }^{\text{l}}} d'une espèce chimique {\displaystyle \sigma } (soluté) en phase liquide, en présence d'une deuxième espèce {\displaystyle s} (solvant), possède deux limites, avec {\displaystyle x_{\sigma }^{\text{l}}} la fraction molaire du corps {\displaystyle \sigma } dans le mélange :
- à dilution infinie : {\displaystyle \lim _{x_{\sigma }^{\text{l}}\to 0 \atop x_{s}^{\text{l}}\to 1}f_{\sigma }^{\text{l}}=0} ;
- pour le corps pur : {\displaystyle \lim _{x_{\sigma }^{\text{l}}\to 1 \atop x_{s}^{\text{l}}\to 0}f_{\sigma }^{\text{l}}=f_{\sigma }^{{\text{l}},*}} ;

avec {\displaystyle f_{\sigma }^{{\text{l}},*}} la fugacité du corps {\displaystyle \sigma } à l'état de liquide pur. Cette fugacité {\displaystyle f_{\sigma }^{{\text{l}},*}} peut être fictive si le corps {\displaystyle \sigma } est gazeux à l'état pur dans les conditions de pression et température données.
L'évolution de la fugacité en fonction de la composition est encadrée par deux lois linéaires, :
| Loi de Henry : {\displaystyle f_{\sigma }^{\text{l}}\approx x_{\sigma }^{\text{l}}k_{{\text{H}},\sigma ,s}} aux faibles concentrations. Loi de Lewis et Randall : {\displaystyle f_{\sigma }^{\text{l}}\approx x_{\sigma }^{\text{l}}f_{\sigma }^{{\text{l}},*}} aux fortes concentrations. |

La constante de Henry {\displaystyle k_{{\text{H}},\sigma ,s}} n'est pas la fugacité du soluté {\displaystyle \sigma } à dilution infinie dans le solvant {\displaystyle s}. La fugacité {\displaystyle f_{\sigma }^{\text{l}}} tend vers zéro lorsque {\displaystyle x_{\sigma }^{\text{l}}} tend vers zéro. Aussi la constante de Henry est-elle définie comme étant la limite lorsque la quantité de soluté {\displaystyle \sigma } dissout en phase liquide s'annule,,, :
| Constante de Henry : {\displaystyle k_{{\text{H}},\sigma ,s}\equiv \lim _{x_{\sigma }^{\text{l}}\to 0 \atop x_{s}^{\text{l}}\to 1}{f_{\sigma }^{\text{l}} \over x_{\sigma }^{\text{l}}}} à pression et température constantes. |

avec :
- {\displaystyle f_{\sigma }^{\text{l}}} la fugacité du soluté {\displaystyle \sigma } dans le mélange liquide ;
- {\displaystyle k_{{\text{H}},\sigma ,s}} la constante de Henry du soluté {\displaystyle \sigma } dans le solvant {\displaystyle s}, aux pression {\displaystyle P} et température {\displaystyle T} du mélange ;
- {\displaystyle x_{\sigma }^{\text{l}}} la fraction molaire du soluté {\displaystyle \sigma } dans le mélange liquide ;
- {\displaystyle x_{s}^{\text{l}}} la fraction molaire du solvant {\displaystyle s} dans le mélange liquide ({\displaystyle x_{\sigma }^{\text{l}}+x_{s}^{\text{l}}=1}).

En application de la règle de L'Hôpital, la constante de Henry peut également être définie par,, :
La constante de Henry est donc la pente de la fugacité à dilution infinie.
Quelle que soit la concentration {\displaystyle 0\leq x_{\sigma }^{\text{l}}\leq 1} du soluté {\displaystyle \sigma }, sa fugacité réelle {\displaystyle f_{\sigma }^{\text{l}}} peut être exprimée en fonction d'un coefficient d'activité à partir des deux lois linéaires idéales définies précédemment, :
en posant :
- {\displaystyle \gamma _{{\text{H}},\sigma }^{\text{l}}} le coefficient d'activité défini par rapport à la loi de Henry ;
- {\displaystyle \gamma _{\sigma }^{\text{l}}} le coefficient d'activité défini par rapport à la loi de Lewis et Randall.

Puisque les deux limites de la fugacité {\displaystyle f_{\sigma }^{\text{l}}} sont définies, on a les limites des coefficients d'activité, :
- à dilution infinie : {\displaystyle \lim _{x_{\sigma }^{\text{l}}\to 0 \atop x_{s}^{\text{l}}\to 1}\gamma _{{\text{H}},\sigma }^{\text{l}}=1} ;
- pour le corps pur : {\displaystyle \lim _{x_{\sigma }^{\text{l}}\to 1 \atop x_{s}^{\text{l}}\to 0}\gamma _{\sigma }^{\text{l}}=1}.

On pose à dilution infinie, :
Par conséquent, à dilution infinie on a :
{\displaystyle \lim _{x_{\sigma }^{\text{l}}\to 0 \atop x_{s}^{\text{l}}\to 1}{f_{\sigma }^{\text{l}} \over x_{\sigma }^{\text{l}}}=\lim _{x_{\sigma }^{\text{l}}\to 0 \atop x_{s}^{\text{l}}\to 1}\left(\gamma _{{\text{H}},\sigma }^{\text{l}}k_{{\text{H}},\sigma ,s}\right)=\lim _{x_{\sigma }^{\text{l}}\to 0 \atop x_{s}^{\text{l}}\to 1}\left(\gamma _{\sigma }^{\text{l}}f_{\sigma }^{{\text{l}},*}\right)}
d'où la relation, (puisque {\displaystyle k_{{\text{H}},\sigma ,s}} et {\displaystyle f_{\sigma }^{{\text{l}},*}} ne dépendent pas de la composition) :
En injectant la relation précédente dans les expressions de {\displaystyle f_{\sigma }^{\text{l}}} on obtient, :
La première relation permet de déterminer {\displaystyle k_{{\text{H}},\sigma ,s}} si l'on connait {\displaystyle f_{\sigma }^{{\text{l}},*}}. Inversement, connaissant {\displaystyle k_{{\text{H}},\sigma ,s}} on peut extrapoler {\displaystyle f_{\sigma }^{{\text{l}},*}} si le soluté {\displaystyle \sigma } n'existe pas à l'état de liquide pur dans les conditions de pression et température données. La deuxième relation montre que les deux coefficients d'activité {\displaystyle \gamma _{{\text{H}},\sigma }^{\text{l}}} et {\displaystyle \gamma _{\sigma }^{\text{l}}} ne sont pas indépendants, bien que liés à des états de référence différents. La loi de Henry, quelle que soit sa forme, peut ainsi être employée avec les modèles classiques développés pour la loi de Lewis et Randall (Margules, Van Laar (en), Wilson, NRTL (en), UNIQUAC, UNIFAC, COSMOSPACE, etc.).

#### Dépendance à la pression
La fugacité {\displaystyle f_{\sigma }^{\text{l}}} du soluté {\displaystyle \sigma } dans le mélange liquide varie en fonction de la pression selon :
{\displaystyle \left({\partial \ln f_{\sigma }^{\text{l}} \over \partial P}\right)_{T,n^{\text{l}}}={{\bar {V}}_{\sigma }^{\text{l}} \over RT}}
avec :
- {\displaystyle V^{\text{l}}} le volume de la phase liquide ;
- {\displaystyle {\bar {V}}_{\sigma }^{\text{l}}=\left({\partial V^{\text{l}} \over \partial n_{\sigma }^{\text{l}}}\right)_{P,T,n_{s}^{\text{l}}}} le volume molaire partiel du soluté {\displaystyle \sigma } dans le mélange liquide ;
- {\displaystyle n_{\sigma }^{\text{l}}} la quantité du soluté {\displaystyle \sigma } dans le mélange liquide ;
- {\displaystyle n_{s}^{\text{l}}} la quantité du solvant {\displaystyle s} dans le mélange liquide.

Quelle que soit la fraction molaire {\displaystyle x_{\sigma }^{\text{l}}=n_{\sigma }^{\text{l}}/\left(n_{\sigma }^{\text{l}}+n_{s}^{\text{l}}\right)} du soluté {\displaystyle \sigma }, la dérivée partielle étant effectuée à composition constante, on peut écrire :
{\displaystyle \left({\partial \ln f_{\sigma }^{\text{l}} \over \partial P}\right)_{T,n^{\text{l}}}=\left({\partial \left[\ln f_{\sigma }^{\text{l}}-\ln x_{\sigma }^{\text{l}}+\ln x_{\sigma }^{\text{l}}\right] \over \partial P}\right)_{T,n^{\text{l}}}=\left({\partial \ln {f_{\sigma }^{\text{l}} \over x_{\sigma }^{\text{l}}} \over \partial P}\right)_{T,n^{\text{l}}}+\underbrace {\left({\partial \ln x_{\sigma }^{\text{l}} \over \partial P}\right)_{T,n^{\text{l}}}} _{=\,0\,{\text{à composition constante}}}}
En passant à la limite de la dilution infinie :
{\displaystyle \lim _{x_{\sigma }^{\text{l}}\to 0 \atop x_{s}^{\text{l}}\to 1}\left({\partial \ln f_{\sigma }^{\text{l}} \over \partial P}\right)_{T,n^{\text{l}}}=\lim _{x_{\sigma }^{\text{l}}\to 0 \atop x_{s}^{\text{l}}\to 1}\left({\partial \ln {f_{\sigma }^{\text{l}} \over x_{\sigma }^{\text{l}}} \over \partial P}\right)_{T,n^{\text{l}}}=\left({\partial \ln k_{{\text{H}},\sigma ,s} \over \partial P}\right)_{T}}
La référence à la composition constante disparait dans la dérivée partielle de la constante de Henry, puisque celle-ci ne dépend pas de la composition. On pose pour le volume molaire partiel :
La constante de Henry dépend par conséquent de la pression selon, :
| Dépendance de la constante de Henry à la pression {\displaystyle \left({\partial \ln k_{{\text{H}},\sigma ,s} \over \partial P}\right)_{T}={{\bar {V}}_{\sigma ,s}^{{\text{l}},\infty } \over RT}} |

avec :
- {\displaystyle P} la pression ;
- {\displaystyle T} la température ;
- {\displaystyle {\bar {V}}_{\sigma ,s}^{{\text{l}},\infty }} le volume molaire partiel du soluté {\displaystyle \sigma } à dilution infinie dans le solvant {\displaystyle s} ;
- {\displaystyle R} la constante universelle des gaz parfaits.

En intégrant cette relation entre une pression de référence {\displaystyle P^{\circ }} et la pression {\displaystyle P} :
{\displaystyle \ln k_{{\text{H}},\sigma ,s}\!\left(P,T\right)-\ln k_{{\text{H}},\sigma ,s}\!\left(P^{\circ },T\right)={\int _{P^{\circ }}^{P}{\bar {V}}_{\sigma ,s}^{{\text{l}},\infty }\,\mathrm {d} P \over RT}}
La pression de référence {\displaystyle P^{\circ }} est le plus souvent prise égale à la pression de vapeur saturante du solvant {\displaystyle s} à la température {\displaystyle T} du mélange : {\displaystyle P^{\circ }=P_{s}^{\text{sat}}\!\left(T\right)}. En conséquence, on peut réduire la constante d'intégration à une fonction de la température seule : {\displaystyle k_{{\text{H}},\sigma ,s}\!\left(P^{\circ },T\right)=k_{{\text{H}},\sigma ,s}\!\left(P_{s}^{\text{sat}}\!\left(T\right),T\right)=k_{{\text{H}},\sigma ,s}^{\text{sat}}\!\left(T\right)}. La constante de Henry est alors exprimée sous la forme,, :
avec le facteur de Poynting, :
Le volume molaire partiel {\displaystyle {\bar {V}}_{\sigma ,s}^{{\text{l}},\infty }} représente la variation de volume de la solution liquide due à la dissolution d'une mole de soluté {\displaystyle \sigma } dans une quantité infinie de solvant {\displaystyle s}. Il peut être déterminé expérimentalement par extrapolation de {\displaystyle {\bar {V}}_{\sigma }^{\text{l}}} établi pour plusieurs concentrations de soluté dans le mélange liquide ; il existe également des corrélations telles que celle de Brelvi-O'Connell. Les liquides étant peu compressibles, le volume molaire partiel {\displaystyle {\bar {V}}_{\sigma ,s}^{{\text{l}},\infty }} peut être considéré comme ne dépendant pas de la pression, soit {\displaystyle {\bar {V}}_{\sigma ,s}^{{\text{l}},\infty }\approx {\bar {V}}_{\sigma ,s}^{{\text{l}},\infty }\!\left(T\right)}, on obtient :
{\displaystyle \ln k_{{\text{H}},\sigma ,s}=\ln k_{{\text{H}},\sigma ,s}^{\text{sat}}+{{\bar {V}}_{\sigma ,s}^{{\text{l}},\infty }\cdot \left(P-P_{s}^{\text{sat}}\right) \over RT}}
Il peut être aussi bien positif (la dissolution du gaz provoque une dilatation du liquide) que négatif (la dissolution du gaz provoque une contraction du liquide). Si le volume molaire partiel {\displaystyle {\bar {V}}_{\sigma ,s}^{{\text{l}},\infty }} est positif alors la constante de Henry {\displaystyle k_{{\text{H}},\sigma ,s}} augmente avec la pression {\displaystyle P}.

#### Dépendance à la température
La fugacité {\displaystyle f_{\sigma }^{\text{l}}} du soluté {\displaystyle \sigma } dans le mélange liquide varie en fonction de la température selon :
{\displaystyle \left({\partial \ln f_{\sigma }^{\text{l}} \over \partial {1 \over T}}\right)_{P,n^{\text{l}}}={{\bar {H}}_{\sigma }^{\text{l}}-{\bar {H}}_{\sigma }^{\bullet ,*} \over R}}
avec :
- {\displaystyle H^{\text{l}}} l'enthalpie de la phase liquide ;
- {\displaystyle {\bar {H}}_{\sigma }^{\text{l}}=\left({\partial H^{\text{l}} \over \partial n_{\sigma }^{\text{l}}}\right)_{P,T,n_{s}^{\text{l}}}} l'enthalpie molaire partielle du soluté {\displaystyle \sigma } dans le mélange liquide ;
- {\displaystyle {\bar {H}}_{\sigma }^{\bullet ,*}} l'enthalpie molaire du soluté {\displaystyle \sigma } à l'état de gaz parfait pur à {\displaystyle T} ;
- {\displaystyle n_{\sigma }^{\text{l}}} la quantité du soluté {\displaystyle \sigma } dans le mélange liquide ;
- {\displaystyle n_{s}^{\text{l}}} la quantité du solvant {\displaystyle s} dans le mélange liquide.

Quelle que soit la fraction molaire {\displaystyle x_{\sigma }^{\text{l}}=n_{\sigma }^{\text{l}}/\left(n_{\sigma }^{\text{l}}+n_{s}^{\text{l}}\right)} du soluté {\displaystyle \sigma }, la dérivée partielle étant effectuée à composition constante, on peut écrire :
{\displaystyle \left({\partial \ln f_{\sigma }^{\text{l}} \over \partial {1 \over T}}\right)_{P,n^{\text{l}}}=\left({\partial \left[\ln f_{\sigma }^{\text{l}}-\ln x_{\sigma }^{\text{l}}+\ln x_{\sigma }^{\text{l}}\right] \over \partial {1 \over T}}\right)_{P,n^{\text{l}}}=\left({\partial \ln {f_{\sigma }^{\text{l}} \over x_{\sigma }^{\text{l}}} \over \partial {1 \over T}}\right)_{P,n^{\text{l}}}+\underbrace {\left({\partial \ln x_{\sigma }^{\text{l}} \over \partial {1 \over T}}\right)_{P,n^{\text{l}}}} _{=\,0\,{\text{à composition constante}}}}
En passant à la limite de la dilution infinie :
{\displaystyle \lim _{x_{\sigma }^{\text{l}}\to 0 \atop x_{s}^{\text{l}}\to 1}\left({\partial \ln f_{\sigma }^{\text{l}} \over \partial {1 \over T}}\right)_{P,n^{\text{l}}}=\lim _{x_{\sigma }^{\text{l}}\to 0 \atop x_{s}^{\text{l}}\to 1}\left({\partial \ln {f_{\sigma }^{\text{l}} \over x_{\sigma }^{\text{l}}} \over \partial {1 \over T}}\right)_{P,n^{\text{l}}}=\left({\partial \ln k_{{\text{H}},\sigma ,s} \over \partial {1 \over T}}\right)_{P}}
La référence à la composition constante disparait dans la dérivée partielle de la constante de Henry, puisque celle-ci ne dépend pas de la composition. On pose pour l'enthalpie molaire partielle, :
c'est-à-dire l'enthalpie molaire partielle du soluté {\displaystyle \sigma } à dilution infinie dans le solvant {\displaystyle s} liquide. L'enthalpie molaire du gaz parfait pur {\displaystyle {\bar {H}}_{\sigma }^{\bullet ,*}} ne dépendant pas de la composition, elle reste inchangée lors du passage à la limite et on obtient :
{\displaystyle \lim _{x_{\sigma }^{\text{l}}\to 0 \atop x_{s}^{\text{l}}\to 1}\left({\bar {H}}_{\sigma }^{\text{l}}-{\bar {H}}_{\sigma }^{\bullet ,*}\right)={\bar {H}}_{\sigma ,s}^{{\text{l}},\infty }-{\bar {H}}_{\sigma }^{\bullet ,*}}
On pose pour les enthalpies molaires partielles, :
avec :
- {\displaystyle {\bar {H}}_{\sigma ,s}^{{\text{l}},\infty }} l'enthalpie molaire partielle du soluté {\displaystyle \sigma } à dilution infinie dans le solvant {\displaystyle s} liquide à {\displaystyle T} ;
- {\displaystyle {\bar {H}}_{\sigma }^{\bullet ,*}} l'enthalpie molaire du soluté {\displaystyle \sigma } à l'état de gaz parfait pur à {\displaystyle T}.

La constante de Henry dépend par conséquent de la température selon, :
| Dépendance de la constante de Henry à la température {\displaystyle \left({\partial \ln k_{{\text{H}},\sigma ,s} \over \partial {1 \over T}}\right)_{P}={\Delta _{\text{sol}}H_{\sigma ,s} \over R}} |

avec :
- {\displaystyle P} la pression ;
- {\displaystyle T} la température ;
- {\displaystyle \Delta _{\text{sol}}H_{\sigma ,s}} l'enthalpie de dissolution[20] du soluté {\displaystyle \sigma } dans le solvant {\displaystyle s} à {\displaystyle T} ;
- {\displaystyle R} la constante universelle des gaz parfaits.

Si l'on considère l'enthalpie de dissolution {\displaystyle \Delta _{\text{sol}}H_{\sigma ,s}} comme constante, alors, en intégrant cette relation entre une température de référence {\displaystyle T^{\circ }} et la température {\displaystyle T} :
{\displaystyle \ln k_{{\text{H}},\sigma ,s}\!\left(P,T\right)-\ln k_{{\text{H}},\sigma ,s}\!\left(P,T^{\circ }\right)={\Delta _{\text{sol}}H_{\sigma ,s} \over R}\left({1 \over T}-{1 \over T^{\circ }}\right)}
{\displaystyle k_{{\text{H}},\sigma ,s}\!\left(P,T\right)=k_{{\text{H}},\sigma ,s}\!\left(P,T^{\circ }\right)\cdot \exp \!\left({\Delta _{\text{sol}}H_{\sigma ,s} \over R}\left({1 \over T}-{1 \over T^{\circ }}\right)\right)}
Cette forme n'est applicable que sur des plages de température relativement étroites. Elle est généralisée au moyen de deux constantes {\displaystyle A} et {\displaystyle B} empiriques spécifiques du couple « soluté {\displaystyle \sigma } - solvant {\displaystyle s} » :
{\displaystyle \ln k_{{\text{H}},\sigma ,s}\!\left(P,T\right)=A+{B \over T}}
La littérature utilise parfois l'inverse de la constante de Henry définie précédemment, {\displaystyle H_{\sigma ,s}={1 \over k_{{\text{H}},\sigma ,s}}} (cette notation prête à confusion avec celle de l'enthalpie de dissolution {\displaystyle \Delta _{\text{sol}}H_{\sigma ,s}}), aussi trouve-t-on également les relations :
{\displaystyle \left({\partial \ln H_{\sigma ,s} \over \partial {1 \over T}}\right)_{P}=-{\Delta _{\text{sol}}H_{\sigma ,s} \over R}}
{\displaystyle \ln H_{\sigma ,s}\!\left(P,T\right)-\ln H_{\sigma ,s}\!\left(P,T^{\circ }\right)=-{\Delta _{\text{sol}}H_{\sigma ,s} \over R}\left({1 \over T}-{1 \over T^{\circ }}\right)}
{\displaystyle H_{\sigma ,s}\!\left(P,T\right)=H_{\sigma ,s}\!\left(P,T^{\circ }\right)\cdot \exp \!\left(-{\Delta _{\text{sol}}H_{\sigma ,s} \over R}\left({1 \over T}-{1 \over T^{\circ }}\right)\right)}
L'enthalpie de dissolution {\displaystyle \Delta _{\text{sol}}H_{\sigma ,s}} est la chaleur produite par la dissolution d'une mole de soluté {\displaystyle \sigma } à l'état de gaz parfait pur dans une quantité infinie de solvant {\displaystyle s} à l'état liquide. Elle est déterminée expérimentalement par calorimétrie en extrapolant la chaleur de dissolution d'une mole de soluté dans plusieurs quantités de solvant. On peut considérer l'enthalpie molaire partielle d'un corps dans un mélange liquide, ici {\displaystyle {\bar {H}}_{\sigma ,s}^{{\text{l}},\infty }}, comme indépendante de la pression, les liquides étant peu compressibles. De même, en vertu de la deuxième loi de Joule, l'enthalpie molaire d'un gaz parfait, ici {\displaystyle {\bar {H}}_{\sigma }^{\bullet ,*}}, ne dépend pas de la pression. Ainsi, il peut être considéré que l'enthalpie de dissolution ne dépend que de la température : {\displaystyle \Delta _{\text{sol}}H_{\sigma ,s}=\Delta _{\text{sol}}H_{\sigma ,s}\!\left(T\right)}. Elle peut être négative (dissolution exothermique, l'opération de dissolution dégage de la chaleur), positive (dissolution endothermique, l'opération de dissolution absorbe de la chaleur) ou nulle (dissolution athermique). Pour la plupart des gaz à température ambiante la dissolution est exothermique, soit {\displaystyle \Delta _{\text{sol}}H_{\sigma ,s}<0}, par conséquent {\displaystyle \ln k_{{\text{H}},\sigma ,s}} augmente avec une diminution de {\displaystyle {1 \over T}} et la constante de Henry {\displaystyle k_{{\text{H}},\sigma ,s}} augmente avec la température {\displaystyle T}.

#### Calcul par une équation d'état
Le coefficient de fugacité {\displaystyle \phi _{\sigma }^{\text{l}}} du soluté {\displaystyle \sigma } en phase liquide est défini par la relation avec la fugacité {\displaystyle f_{\sigma }^{\text{l}}} :
Par définition de la constante de Henry, on a donc, :
Si l'on dispose d'une équation d'état d'une phase liquide donnant la pression {\displaystyle P} en fonction du volume {\displaystyle V^{\text{l}}}, de la température {\displaystyle T} et de la composition {\displaystyle n^{\text{l}}}, soit {\displaystyle P=P\!\left(V^{\text{l}},T,n^{\text{l}}\right)}, le coefficient de fugacité {\displaystyle \phi _{\sigma }^{\text{l}}} se calcule selon :
{\displaystyle RT\,\ln \phi _{\sigma }^{\text{l}}=-\int _{+\infty }^{V^{\text{l}}}\left[\left({\partial P \over \partial n_{\sigma }^{\text{l}}}\right)_{V,T,n_{s}^{\text{l}}}-{RT \over V}\right]\,\mathrm {d} V-RT\,\ln \!\left({PV^{\text{l}} \over \left(n_{\sigma }^{\text{l}}+n_{s}^{\text{l}}\right)RT}\right)}
avec {\displaystyle n_{\sigma }^{\text{l}}} et {\displaystyle n_{s}^{\text{l}}} les quantités respectives du soluté {\displaystyle \sigma } et du solvant {\displaystyle s} dans la solution liquide. Il est donc possible de calculer la constante de Henry {\displaystyle k_{{\text{H}},\sigma ,s}} à partir d'une équation d'état de la phase liquide. Toutefois, les équations d'état telles que les équations d'état cubiques sont généralement développées pour représenter des phases gazeuses et représentent assez mal les phases liquides. Cette démarche reste donc théorique ; en pratique la constante de Henry est plutôt déterminée expérimentalement sous des formes empiriques présentées au paragraphe Formes usuelles. La relation établie ci-dessus et l'exemple ci-dessous montrent cependant la dépendance de la constante de Henry {\displaystyle k_{{\text{H}},\sigma ,s}} aux propriétés du solvant {\displaystyle s} et du soluté {\displaystyle \sigma }, et aux interactions entre les deux constituants.

#### Formes usuelles
La constante de Henry est souvent utilisée sous la forme obtenue par intégration par rapport à la pression :
La correction de Poynting ne devient significative qu'aux hautes pressions. Pour des pressions de l'ordre de grandeur de la pression atmosphérique, le facteur de Poynting est négligeable : {\displaystyle {\mathcal {P}}_{\sigma ,s}^{{\text{l}},\infty }\approx 1}. La constante de Henry peut alors être considérée comme indépendante de la pression et être approchée par :
Les formes suivantes sont souvent utilisées pour la dépendance à la température, :
{\displaystyle \ln k_{{\text{H}},\sigma ,s}^{\text{sat}}\!\left(T\right)=A+{B \over T}+C\,\ln T+D\,T}
{\displaystyle \ln k_{{\text{H}},\sigma ,s}^{\text{sat}}\!\left(T\right)=A+{B \over T}+{C \over T^{2}}+{D \over T^{3}}}
avec {\displaystyle A}, {\displaystyle B}, {\displaystyle C} et {\displaystyle D} des constantes empiriques spécifiques du couple « soluté {\displaystyle \sigma } - solvant {\displaystyle s} ». L'enthalpie de dissolution est alors exprimée sous les formes respectives :
{\displaystyle {\Delta _{\text{sol}}H_{\sigma ,s} \over R}=B-C\,T-D\,T^{2}}
{\displaystyle {\Delta _{\text{sol}}H_{\sigma ,s} \over R}=B+{2\,C \over T}+{3\,D \over T^{2}}}

### Démonstration de la loi de Henry
Lorsque l'équilibre liquide-vapeur est atteint, les fugacités du soluté {\displaystyle \sigma } sont homogènes entre les deux phases :
avec :
- {\displaystyle f_{\sigma }^{\text{g}}} la fugacité du soluté {\displaystyle \sigma } en phase gaz (vapeur) ;
- {\displaystyle f_{\sigma }^{\text{l}}} la fugacité du soluté {\displaystyle \sigma } en phase liquide.

Aux basses pressions (moins de 10 bar), le gaz se comporte comme un mélange de gaz parfaits, et la fugacité du soluté {\displaystyle \sigma } en phase gaz peut être assimilée à sa pression partielle :
{\displaystyle f_{\sigma }^{\text{g}}\approx x_{\sigma }^{\text{g}}P}
D'autre part, par définition, aux faibles concentrations la fugacité du soluté {\displaystyle \sigma } dans le solvant {\displaystyle s} en phase liquide suit approximativement la loi linéaire :
{\displaystyle f_{\sigma }^{\text{l}}\approx x_{\sigma }^{\text{l}}k_{{\text{H}},\sigma ,s}}
Ainsi, aux basses pressions et aux faibles concentrations, l'équilibre liquide-vapeur du soluté {\displaystyle \sigma } est approché par la relation :
qui est la loi de Henry. Aux fortes concentrations, la fugacité en phase liquide suit approximativement la loi de Lewis et Randall : aux basses pressions et aux fortes concentrations ceci conduit à la loi de Raoult qui s'applique aux solvants.

## Limites et extensions de la loi de Henry

### Limites de la loi idéale

#### Conditions de pression
La loi de Henry n'est valable que si la phase gaz peut être considérée comme un mélange de gaz parfaits. Autrement dit, elle ne s'applique qu'à des pressions partielles de soluté de l'ordre de la pression atmosphérique (moins de 10 bar), dans le domaine d'application de la loi des gaz parfaits.

#### Composition de la phase liquide
Concentration du soluté
La loi de Henry est une loi limitante qui ne s'applique qu'aux solutions suffisamment diluées ayant un comportement idéal. Dans ces solutions, le soluté et le solvant ont des comportements similaires. Typiquement, la loi de Henry ne s'applique que si la fraction molaire {\displaystyle x_{\sigma }^{\text{l}}} du soluté est inférieure à 0,03 ou 0,05.
Présence d'autres solutés
La loi de Henry est établie pour un soluté unique dissout dans un solvant unique. Si le solvant contient plusieurs solutés la constante de Henry est modifiée et dépend de la composition. Ainsi la solubilité d'un gaz dans l'eau de mer est-elle inférieure à celle dans l'eau douce en raison de la compétition entre le gaz dissout et les sels dissouts. La constante de Henry pourra être corrigée selon l'équation empirique de Setchenov,, :
avec :
- {\displaystyle k_{{\text{H}},\sigma ,s}} la constante de Henry du soluté {\displaystyle \sigma } dans le solvant {\displaystyle s} en solution avec tous les solutés ;
- {\displaystyle k_{{\text{H}},\sigma ,s}^{*}} la constante de Henry du soluté {\displaystyle \sigma } dans le solvant {\displaystyle s} en solution avec {\displaystyle \sigma } seul soluté ;
- {\displaystyle k} le coefficient de Setchenov, qui dépend des solutés et du solvant ;
- {\displaystyle I} la force ionique ; on trouve aussi cette équation exprimée en fonction de la molalité des sels dissouts[7].

Dissolution réactive
Un soluté peut réagir avec le solvant dans lequel il est dissout, produisant d'autres espèces chimiques. La loi de Henry ne s'applique alors qu'à la réaction de dissolution du soluté dans le solvant et non aux équilibres chimiques impliquant cette espèce dissoute et les produits de réaction. Si l'on tient compte des produits de réaction, alors la solubilité d'un soluté réactif peut être très différente de ce que prédit la loi de Henry en l'absence de réaction. En solution aqueuse, le dioxyde de carbone CO2, le dioxyde de soufre SO2 et l'ammoniac NH3 sont des exemples de solutés réagissant avec le solvant (l'eau) et produisant des ions en fonction du pH.

#### Cas des solvants, loi de Raoult
Un solvant {\displaystyle s} est un corps présent dans une solution liquide ayant une fraction molaire très supérieure à celle d'un soluté {\displaystyle \sigma }, soit {\displaystyle x_{s}^{\text{l}}\gg x_{\sigma }^{\text{l}}}. Ce corps peut quasiment être considéré comme pur, soit {\displaystyle x_{s}^{\text{l}}\approx 1}.
La relation de Duhem-Margules implique que si un soluté suit la loi de Henry, alors le solvant suit la loi de Raoult qui relie sa pression partielle {\displaystyle P_{s}} en phase gazeuse à sa fraction molaire {\displaystyle x_{s}^{\text{l}}} en phase liquide à l'équilibre liquide-vapeur selon :
avec :
- {\displaystyle P} la pression totale du mélange ;
- {\displaystyle P_{s}} la pression partielle du solvant {\displaystyle s}, par définition {\displaystyle P_{s}=x_{s}^{\text{g}}P} ;
- {\displaystyle P_{s}^{\text{sat}}} la pression de vapeur saturante du composé {\displaystyle s} à la température {\displaystyle T} du mélange ;
- {\displaystyle {\mathcal {P}}_{s}^{{\text{l}},*}=\exp \!\left({\int _{P_{s}^{\text{sat}}}^{P}{\bar {V}}_{s}^{{\text{l}},*}\,\mathrm {d} P \over RT}\right)} le facteur de Poynting appliqué au solvant {\displaystyle s} ;
- {\displaystyle {\bar {V}}_{s}^{{\text{l}},*}} le volume molaire du solvant {\displaystyle s} liquide pur ;
- {\displaystyle x_{s}^{\text{g}}} la fraction molaire du solvant {\displaystyle s} dans la phase vapeur ;
- {\displaystyle x_{s}^{\text{l}}} la fraction molaire du solvant {\displaystyle s} dans la phase liquide.

La relation de Duhem-Margules induit également que si l'on néglige la correction de Poynting pour le soluté, alors elle est également négligeable pour le solvant, soit {\displaystyle {\mathcal {P}}_{\sigma ,s}^{{\text{l}},\infty }={\mathcal {P}}_{s}^{{\text{l}},*}=1}.

### Extension aux mélanges réels

#### Coefficients de fugacité et d'activité, équilibres idéaux
À l'équilibre liquide-vapeur, on a pour tout corps {\displaystyle i}, soluté ou solvant, l'égalité des fugacités en phase vapeur et en phase liquide, soit : 
{\displaystyle f_{i}^{\text{g}}=f_{i}^{\text{l}}}
La fugacité {\displaystyle f_{i}^{\text{g}}} en phase gaz s'écrit à l'aide d'un coefficient de fugacité {\displaystyle \phi _{i}^{\text{g}}} corrigeant la loi des gaz parfaits :
{\displaystyle f_{i}^{\text{g}}=x_{i}^{\text{g}}\phi _{i}^{\text{g}}P}
La fugacité {\displaystyle f_{i}^{\text{l}}} en phase liquide s'écrit à l'aide d'un coefficient d'activité {\displaystyle \Gamma _{i}^{\text{l}}} corrigeant la loi de Lewis et Randall :
{\displaystyle f_{i}^{\text{l}}=x_{i}^{\text{l}}\Gamma _{i}^{\text{l}}f_{i}^{\text{l,*}}}
Ce coefficient est décomposé en deux termes :
{\displaystyle \Gamma _{i}^{\text{l}}=\gamma _{i}^{\text{l}}{\hat {\gamma }}_{i}^{\text{l}}}
Le coefficient {\displaystyle \gamma _{i}^{\text{l}}} est défini à partir de l'enthalpie libre d'excès {\displaystyle G^{\text{E}}} :
{\displaystyle RT\,\ln \gamma _{i}^{\text{l}}\equiv \left({\partial G^{\text{E}} \over \partial n_{i}^{\text{l}}}\right)_{P,T,n_{\neq i}^{\text{l}}}}
Le coefficient {\displaystyle {\hat {\gamma }}_{i}^{\text{l}}} permet le calcul du coefficient d'activité dans un mélange multicomposant à partir des propriétés des mélanges binaires « soluté - solvant ». Il vaut 1 pour tout soluté. Il n'apparait que pour les solvants dans les équilibres impliquant au minimum deux solvants et un soluté.
L'extension des lois de Henry et de Raoult aux mélanges réels nécessite donc une équation d'état pour le calcul des coefficients {\displaystyle \phi _{i}^{\text{g}}} et un modèle d'enthalpie libre d'excès pour le calcul des coefficients {\displaystyle \gamma _{i}^{\text{l}}}. Pour des pressions proches de la pression atmosphérique (moins de 10 bar), le gaz se comporte comme un mélange de gaz parfaits, soit {\displaystyle \phi _{i}^{\text{g}}=1} pour tout constituant. Dans une solution idéale liquide, on a {\displaystyle \gamma _{i}^{\text{l}}=1} pour tout constituant. Dans les équilibres idéaux, on a donc, pour tout corps {\displaystyle i} :
{\displaystyle x_{i}^{\text{g}}P=x_{i}^{\text{l}}{\hat {\gamma }}_{i}^{\text{l}}f_{i}^{\text{l,*}}} (équilibre idéal)

#### Mélanges binaires
On considère un mélange binaire ne comprenant qu'un unique soluté {\displaystyle \sigma } et un unique solvant {\displaystyle s}.

##### Lois des équilibres binaires
La fugacité (fictive si le soluté est un gaz) {\displaystyle f_{\sigma }^{\text{l,*}}} du soluté {\displaystyle \sigma } à l'état de liquide pur dans les conditions de pression et température du mélange est donnée par la relation :
{\displaystyle f_{\sigma }^{\text{l,*}}={k_{{\text{H}},\sigma ,s} \over \gamma _{\sigma ,s}^{{\text{l}},\infty }}={k_{{\text{H}},\sigma ,s}^{\text{sat}} \over \gamma _{\sigma ,s}^{{\text{l}},\infty }}{\mathcal {P}}_{\sigma ,s}^{{\text{l}},\infty }}
Pour le soluté {\displaystyle \sigma }, l'équilibre liquide-vapeur est calculé par l'extension de la loi de Henry :
| Extension de la loi de Henry aux mélanges binaires réels pour le soluté {\displaystyle \sigma } : {\displaystyle x_{\sigma }^{\text{g}}\phi _{\sigma }^{\text{g}}P=x_{\sigma }^{\text{l}}\gamma _{\sigma }^{\text{l}}{k_{{\text{H}},\sigma ,s}^{\text{sat}} \over \gamma _{\sigma ,s}^{{\text{l}},\infty }}{\mathcal {P}}_{\sigma ,s}^{{\text{l}},\infty }} |

La fugacité {\displaystyle f_{s}^{\text{l,*}}} du solvant {\displaystyle s} à l'état de liquide pur dans les conditions de pression et température du mélange est donnée par la relation :
{\displaystyle f_{s}^{\text{l,*}}=\phi _{s}^{\text{g,*,sat}}P_{s}^{\text{sat}}{\mathcal {P}}_{s}^{{\text{l}},*}}
Pour le solvant {\displaystyle s}, l'équilibre liquide-vapeur est calculé par l'extension de la loi de Raoult :
| Extension de la loi de Raoult aux mélanges binaires réels pour le solvant {\displaystyle s} : {\displaystyle x_{s}^{\text{g}}\phi _{s}^{\text{g}}P=x_{s}^{\text{l}}\gamma _{s}^{\text{l}}\phi _{s}^{\text{g,*,sat}}P_{s}^{\text{sat}}{\mathcal {P}}_{s}^{{\text{l}},*}} |

En application du théorème d'Euler, le volume molaire {\displaystyle {\bar {V}}^{\text{l}}} de la phase liquide vaut :
{\displaystyle {\begin{aligned}{{\bar {V}}^{\text{l}} \over RT}&={x_{\sigma }^{\text{l}}{\bar {V}}_{\sigma }^{\text{l}}+x_{s}^{\text{l}}{\bar {V}}_{s}^{\text{l}} \over RT}=x_{\sigma }^{\text{l}}\left({\partial \ln f_{\sigma }^{\text{l}} \over \partial P}\right)_{T,n}+x_{s}^{\text{l}}\left({\partial \ln f_{s}^{\text{l}} \over \partial P}\right)_{T,n}\\&=x_{\sigma }^{\text{l}}\left[{{\bar {V}}_{\sigma ,s}^{{\text{l}},\infty } \over RT}-\left({\partial \ln \gamma _{\sigma ,s}^{{\text{l}},\infty } \over \partial P}\right)_{T,n}+\left({\partial \ln \gamma _{\sigma }^{\text{l}} \over \partial P}\right)_{T,n}\right]+x_{s}^{\text{l}}\left[{{\bar {V}}_{s}^{{\text{l}},*} \over RT}+\left({\partial \ln \gamma _{s}^{\text{l}} \over \partial P}\right)_{T,n}\right]\end{aligned}}}
Le plus souvent, les modèles d'activité {\displaystyle \gamma _{i}^{\text{l}}} ne dépendent pas de la pression, le volume molaire est alors calculé selon le modèle idéal.

##### Lois des équilibres binaires idéaux
Pour un mélange liquide binaire idéal aux basses pressions on retrouve les lois idéales :
et :
Dans une solution idéale, les lois de Henry et de Raoult sont applicables sur l'ensemble des fractions molaires {\displaystyle 0\leq x_{i}^{\text{l}}\leq 1}. Pour le soluté pur, soit {\displaystyle x_{\sigma }^{\text{l}}=1}, on a {\displaystyle f_{\sigma }^{\text{l,id,*}}=k_{{\text{H}},\sigma ,s}}. Dans une solution idéale binaire, la constante de Henry est donc à la fois la pente de la fugacité du soluté, qui varie linéairement sur toute la plage de composition, et la fugacité du soluté pur. Aux basses pressions, on a approximativement {\displaystyle {\mathcal {P}}_{\sigma ,s}^{{\text{l}},\infty }\approx {\mathcal {P}}_{s}^{{\text{l}},*}\approx 1}.
Le volume molaire {\displaystyle {\bar {V}}^{\text{l,id}}} de la phase liquide idéale vaut :
{\displaystyle {\bar {V}}^{\text{l,id}}=x_{\sigma }^{\text{l}}{\bar {V}}_{\sigma ,s}^{{\text{l}},\infty }+x_{s}^{\text{l}}{\bar {V}}_{s}^{{\text{l}},*}}

##### Équations de Krichevsky-Kasarnovsky et Krichevsky-Ilinskaya
Pour un mélange réel, on développe l'égalité des fugacités {\displaystyle f_{\sigma }^{\text{g}}=f_{\sigma }^{\text{l}}} en supposant que le volume molaire {\displaystyle {\bar {V}}_{\sigma ,s}^{{\text{l}},\infty }} dans le facteur de Poynting {\displaystyle {\mathcal {P}}_{\sigma ,s}^{{\text{l}},\infty }} ne dépend pas de la pression. On obtient, pour tout soluté {\displaystyle \sigma } :
{\displaystyle \ln {f_{\sigma }^{\text{g}} \over x_{\sigma }^{\text{l}}}=\ln \!\left(\gamma _{\sigma }^{\text{l}}{k_{{\text{H}},\sigma ,s}^{\text{sat}} \over \gamma _{\sigma ,s}^{{\text{l}},\infty }}{\mathcal {P}}_{\sigma ,s}^{{\text{l}},\infty }\right)=\ln k_{{\text{H}},\sigma ,s}^{\text{sat}}+\ln \gamma _{\sigma }^{\text{l}}-\ln \gamma _{\sigma ,s}^{{\text{l}},\infty }+{{\bar {V}}_{\sigma ,s}^{{\text{l}},\infty }\cdot \left(P-P_{s}^{\text{sat}}\right) \over RT}}
On suppose que le coefficient d'activité suit le modèle de Margules à un paramètre :
{\displaystyle \ln \gamma _{\sigma }^{\text{l}}=A\,{x_{s}^{\text{l}}}^{2}}
{\displaystyle \ln \gamma _{\sigma ,s}^{{\text{l}},\infty }=\lim _{x_{\sigma }^{\text{l}}\to 0 \atop x_{s}^{\text{l}}\to 1}\ln \gamma _{\sigma }^{\text{l}}=A}
avec {\displaystyle x_{s}^{\text{l}}} la fraction molaire du solvant {\displaystyle s} dans la phase liquide (avec {\displaystyle x_{s}^{\text{l}}+x_{\sigma }^{\text{l}}=1}). On obtient l'équation de Krichevsky-Ilinskaya, :
que l'on trouve aussi, en écrivant le modèle de coefficient d'activité selon {\displaystyle RT\,\ln \gamma _{\sigma }^{\text{l}}=A\,{x_{s}^{\text{l}}}^{2}}, sous la forme,,, :
Si le mélange liquide est idéal, soit {\displaystyle \gamma _{\sigma }^{\text{l}}=\gamma _{\sigma ,s}^{{\text{l}},\infty }=1} (d'où {\displaystyle A=0}), on obtient l'équation de Krichevsky–Kasarnovsky,,,, : 
L'équation de Krichevsky-Kasarnovsky ne s'emploie que pour de faibles concentrations de soluté (solutions liquides idéales), l'équation de Krichevsky-Ilinskaya est valable pour des concentrations plus fortes. Pour des pressions proches de la pression atmosphérique (moins de 10 bar) le gaz se comporte comme un gaz parfait, la fugacité du soluté {\displaystyle \sigma } en phase vapeur est alors égale à sa pression partielle : {\displaystyle f_{\sigma }^{\text{g}}=x_{\sigma }^{\text{g}}P}. Pour des pressions plus importantes, la fugacité du soluté {\displaystyle \sigma } en phase gaz est calculée à l'aide d'un coefficient de fugacité : {\displaystyle f_{\sigma }^{\text{g}}=x_{\sigma }^{\text{g}}\phi _{\sigma }^{\text{g}}P}. Les équations de Krichevsky-Ilinskaya et Krichevsky-Kasarnovsky sont employées pour calculer des solubilités à haute pression, jusqu'à 1 000 bar environ,.

#### Mélanges multicomposants
On considère un mélange liquide composé de plusieurs solutés, notés {\displaystyle \sigma }, et plusieurs solvants, notés {\displaystyle s} ou {\displaystyle r}, aux pression {\displaystyle P} et température {\displaystyle T}. Il est possible de calculer l'équilibre liquide-vapeur de ce mélange à partir des données d'équilibre de chacun des couples « soluté {\displaystyle \sigma } - solvant {\displaystyle s} ».
Pour les mélanges multicomposants, l'état de référence est le mélange idéal des solvants seuls, en l'absence de tout soluté, autrement dit l'état de dilution infinie de l'ensemble des solutés simultanément. On définit les grandeurs {\displaystyle y_{i}^{\text{l}}}, {\displaystyle f_{\sigma }^{\text{l,*}}} et {\displaystyle {\hat {\gamma }}_{s}^{\text{l}}} relatives à cet état. Une somme {\displaystyle \sum _{s}} ou {\displaystyle \sum _{r}} est effectuée sur l'ensemble des solvants du mélange, une somme {\displaystyle \sum _{\sigma }} sur l'ensemble des solutés du mélange.

##### Lois des équilibres multicomposants
On définit, pour tout corps {\displaystyle i}, soluté ou solvant, le facteur :
avec {\displaystyle x_{i}^{\text{l}}} la fraction molaire du corps {\displaystyle i} dans le mélange multicomposant liquide. {\displaystyle y_{\sigma }^{\text{l}}} est la quantité de soluté {\displaystyle \sigma } rapportée à la quantité totale de solvants dans le mélange liquide. {\displaystyle y_{s}^{\text{l}}} est la fraction molaire du solvant {\displaystyle s} dans le mélange liquide des solvants seuls, autrement dit la limite de la fraction molaire {\displaystyle x_{s}^{\text{l}}} du solvant {\displaystyle s} à dilution infinie de tous les solutés du mélange liquide multicomposant ; on a {\displaystyle \sum _{s}y_{s}^{\text{l}}=1}.
On note {\displaystyle f_{\sigma ,s}^{\text{l,*}}} la fugacité du soluté {\displaystyle \sigma } à l'état de liquide pur calculée à partir des propriétés du mélange binaire « soluté {\displaystyle \sigma } - solvant {\displaystyle s} » :
Si le soluté {\displaystyle \sigma } n'existe pas à l'état de liquide pur dans les conditions de pression {\displaystyle P} et température {\displaystyle T} données du mélange, cette fugacité est fictive et sa valeur peut être différente d'un solvant {\displaystyle s} à l'autre. La fugacité {\displaystyle f_{\sigma }^{\text{l,*}}} de tout soluté {\displaystyle \sigma } à l'état de liquide pur est construite selon l'hypothèse de la solution idéale et peut être fictive :
Pour tout soluté {\displaystyle \sigma }, l'équilibre liquide-vapeur est calculé par l'extension de la loi de Henry :
| Extension de la loi de Henry aux mélanges multicomposants réels pour tout soluté {\displaystyle \sigma } : {\displaystyle x_{\sigma }^{\text{g}}\phi _{\sigma }^{\text{g}}P=x_{\sigma }^{\text{l}}\gamma _{\sigma }^{\text{l}}f_{\sigma }^{\text{l,*}}} |

La fugacité {\displaystyle f_{s}^{\text{l,*}}} d'un solvant {\displaystyle s} à l'état de liquide pur dans les conditions de pression et température du mélange est donnée par la relation :
Pour tout solvant {\displaystyle s} on pose le facteur correctif {\displaystyle {\hat {\gamma }}_{s}^{\text{l}}} :
En l'absence de tout soluté, soit {\displaystyle y_{\sigma }^{\text{l}}=0} pour tout soluté {\displaystyle \sigma }, ou en présence d'un unique solvant {\displaystyle s}, soit {\displaystyle y_{s}^{\text{l}}=1} pour le solvant et {\displaystyle f_{\sigma ,s}^{\text{l,*}}=f_{\sigma }^{\text{l,*}}} pour tout soluté {\displaystyle \sigma }, on a {\displaystyle {\hat {\gamma }}_{s}^{\text{l}}=1}. Ceci est à fortiori vrai pour les mélanges binaires « soluté {\displaystyle \sigma } - solvant {\displaystyle s} ».
Pour tout solvant {\displaystyle s}, l'équilibre liquide-vapeur est calculé par l'extension de la loi de Raoult :
| Extension de la loi de Raoult aux mélanges multicomposants réels pour tout solvant {\displaystyle s} : {\displaystyle x_{s}^{\text{g}}\phi _{s}^{\text{g}}P=x_{s}^{\text{l}}\gamma _{s}^{\text{l}}{\hat {\gamma }}_{s}^{\text{l}}f_{s}^{\text{l,*}}} |

En application du théorème d'Euler, le volume molaire {\displaystyle {\bar {V}}^{\text{l}}} de la phase liquide vaut :
{\displaystyle {\begin{aligned}{{\bar {V}}^{\text{l}} \over RT}&={\sum _{\sigma }x_{\sigma }^{\text{l}}{\bar {V}}_{\sigma }^{\text{l}}+\sum _{s}x_{s}^{\text{l}}{\bar {V}}_{s}^{\text{l}} \over RT}=\sum _{\sigma }x_{\sigma }^{\text{l}}\left({\partial \ln f_{\sigma }^{\text{l}} \over \partial P}\right)_{T,n}+\sum _{s}x_{s}^{\text{l}}\left({\partial \ln f_{s}^{\text{l}} \over \partial P}\right)_{T,n}\\&=\sum _{\sigma }x_{\sigma }^{\text{l}}\left[\sum _{s}y_{s}^{\text{l}}\left({{\bar {V}}_{\sigma ,s}^{{\text{l}},\infty } \over RT}-\left({\partial \ln \gamma _{\sigma ,s}^{{\text{l}},\infty } \over \partial P}\right)_{T,n}\right)+\left({\partial \ln \gamma _{\sigma }^{\text{l}} \over \partial P}\right)_{T,n}\right]+\sum _{s}x_{s}^{\text{l}}\left[{{\bar {V}}_{s}^{{\text{l}},*} \over RT}+\left({\partial \ln \gamma _{s}^{\text{l}} \over \partial P}\right)_{T,n}\right]\end{aligned}}}
Le plus souvent, les modèles de coefficient d'activité {\displaystyle \gamma _{i}^{\text{l}}} ne dépendent pas de la pression, le volume molaire est alors calculé selon le modèle idéal.

##### Lois des équilibres multicomposants idéaux
Comme pour un mélange binaire, la fugacité (fictive pour les gaz) {\displaystyle f_{\sigma }^{\text{l,*}}} du soluté {\displaystyle \sigma } à l'état de liquide pur est calculée selon la relation :
avec :
- {\displaystyle k_{{\text{H}},\sigma ,m}} la constante de Henry du soluté {\displaystyle \sigma } dans le mélange de solvants seuls ;
- {\displaystyle \gamma _{\sigma ,m}^{{\text{l}},\infty }} le coefficient d'activité du soluté {\displaystyle \sigma } à dilution infinie dans le mélange de solvants seuls.

La relation {\displaystyle \ln f_{\sigma }^{\text{l,*}}=\sum _{s}y_{s}^{\text{l}}\,\ln f_{\sigma ,s}^{\text{l,*}}} donne pour tout soluté {\displaystyle \sigma } la relation idéale de Krichevsky :
Pour les basses pressions et les phases liquides idéales on a par conséquent la loi idéale pour les solutés :
On a par ailleurs pour tout solvant {\displaystyle s} :
Pour les basses pressions et les phases liquides idéales on a par conséquent la loi idéale pour les solvants :
Le volume molaire {\displaystyle {\bar {V}}^{\text{l,id}}} de la phase liquide idéale vaut :
{\displaystyle {\bar {V}}^{\text{l,id}}=\sum _{\sigma }\sum _{s}x_{\sigma }^{\text{l}}y_{s}^{\text{l}}{\bar {V}}_{\sigma ,s}^{{\text{l}},\infty }+\sum _{s}x_{s}^{\text{l}}{\bar {V}}_{s}^{{\text{l}},*}}

##### Application à un mélange ternaire: un soluté et deux solvants
Soit un mélange liquide ternaire constitué d'un soluté {\displaystyle \sigma } et de deux solvants, notés {\displaystyle s1} et {\displaystyle s2}. On suppose que l'on dispose des constantes de Henry {\displaystyle k_{{\text{H}},\sigma ,s1}} et {\displaystyle k_{{\text{H}},\sigma ,s2}} dans les solutions binaires, et que l'enthalpie libre d'excès molaire {\displaystyle {\bar {G}}^{\text{E}}} du mélange ternaire est calculable selon l'extension du modèle de Margules :
{\displaystyle {{\bar {G}}^{\text{E}} \over RT}=A_{\sigma ,s1}\,x_{\sigma }^{\text{l}}x_{s1}^{\text{l}}+A_{\sigma ,s2}\,x_{\sigma }^{\text{l}}x_{s2}^{\text{l}}+A_{s1,s2}\,x_{s1}^{\text{l}}x_{s2}^{\text{l}}}
Les coefficients d'activité des trois corps sont donnés par :
Les coefficients d'activité du soluté {\displaystyle \sigma } à dilution infinie dans chacun des deux solvants {\displaystyle s1} et {\displaystyle s2} sont donnés par :
{\displaystyle \ln \gamma _{\sigma ,s1}^{{\text{l}},\infty }=\lim _{x_{\sigma }^{\text{l}}+x_{s2}^{\text{l}}\to 0 \atop x_{s1}^{\text{l}}\to 1}\ln \gamma _{\sigma }^{\text{l}}=A_{\sigma ,s1}}
{\displaystyle \ln \gamma _{\sigma ,s2}^{{\text{l}},\infty }=\lim _{x_{\sigma }^{\text{l}}+x_{s1}^{\text{l}}\to 0 \atop x_{s2}^{\text{l}}\to 1}\ln \gamma _{\sigma }^{\text{l}}=A_{\sigma ,s2}}
On pose :
La fugacité {\displaystyle f_{\sigma }^{\text{l,*}}} du soluté {\displaystyle \sigma } à l'état de liquide pur est calculée selon :
{\displaystyle \ln f_{\sigma }^{\text{l,*}}=y_{s1}^{\text{l}}\,\ln f_{\sigma ,s1}^{\text{l,*}}+y_{s2}^{\text{l}}\,\ln f_{\sigma ,s2}^{\text{l,*}}=y_{s1}^{\text{l}}\,\ln {k_{{\text{H}},\sigma ,s1} \over \gamma _{\sigma ,s1}^{{\text{l}},\infty }}+y_{s2}^{\text{l}}\,\ln {k_{{\text{H}},\sigma ,s2} \over \gamma _{\sigma ,s2}^{{\text{l}},\infty }}}
d'où :
Pour les deux solvants {\displaystyle s1} et {\displaystyle s2} on a :
{\displaystyle \ln {\hat {\gamma }}_{s1}^{\text{l}}=y_{\sigma }^{\text{l}}\left(\ln f_{\sigma ,s1}^{\text{l,*}}-\ln f_{\sigma }^{\text{l,*}}\right)=y_{\sigma }^{\text{l}}y_{s2}^{\text{l}}\left(\ln \!\left({k_{{\text{H}},\sigma ,s1} \over \gamma _{\sigma ,s1}^{{\text{l}},\infty }}\right)-\ln \!\left({k_{{\text{H}},\sigma ,s2} \over \gamma _{\sigma ,s2}^{{\text{l}},\infty }}\right)\right)}
{\displaystyle \ln {\hat {\gamma }}_{s2}^{\text{l}}=y_{\sigma }^{\text{l}}\left(\ln f_{\sigma ,s2}^{\text{l,*}}-\ln f_{\sigma }^{\text{l,*}}\right)=y_{\sigma }^{\text{l}}y_{s1}^{\text{l}}\left(\ln \!\left({k_{{\text{H}},\sigma ,s2} \over \gamma _{\sigma ,s2}^{{\text{l}},\infty }}\right)-\ln \!\left({k_{{\text{H}},\sigma ,s1} \over \gamma _{\sigma ,s1}^{{\text{l}},\infty }}\right)\right)}
d'où :
Pour une solution idéale, soit {\displaystyle {\bar {G}}^{\text{E}}=0}, on a {\displaystyle \gamma _{\sigma }^{\text{l}}=\gamma _{s1}^{\text{l}}=\gamma _{s2}^{\text{l}}=\gamma _{\sigma ,s1}^{{\text{l}},\infty }=\gamma _{\sigma ,s2}^{{\text{l}},\infty }=\gamma _{\sigma ,m}^{{\text{l}},\infty }=1} avec {\displaystyle A_{\sigma ,s1}=A_{\sigma ,s2}=A_{s1,s2}=0}. On obtient :
{\displaystyle \ln k_{{\text{H}},\sigma ,m}=y_{s1}^{\text{l}}\,\ln k_{{\text{H}},\sigma ,s1}+y_{s2}^{\text{l}}\,\ln k_{{\text{H}},\sigma ,s2}} (équation de Krichevsky)
{\displaystyle \ln {\hat {\gamma }}_{s1}^{\text{l}}=y_{\sigma }^{\text{l}}y_{s2}^{\text{l}}\,\left(\ln k_{{\text{H}},\sigma ,s1}-\ln k_{{\text{H}},\sigma ,s2}\right)}
{\displaystyle \ln {\hat {\gamma }}_{s2}^{\text{l}}=y_{\sigma }^{\text{l}}y_{s1}^{\text{l}}\,\left(\ln k_{{\text{H}},\sigma ,s2}-\ln k_{{\text{H}},\sigma ,s1}\right)}
L'ensemble de ces expressions peut être étendu à des mélanges contenant plus de solutés et de solvants, avec :
{\displaystyle {{\bar {G}}^{\text{E}} \over RT}=\sum _{i}\sum _{j>i}A_{i,j}\,x_{i}^{\text{l}}x_{j}^{\text{l}}}
Il est alors pratique de négliger les interactions entre solutés si ceux-ci ne sont que faiblement concentrés, soit {\displaystyle A_{i,j}=0} si {\displaystyle i} et {\displaystyle j} sont deux solutés :
{\displaystyle {{\bar {G}}^{\text{E}} \over RT}=\sum _{\sigma }\sum _{s}A_{\sigma ,s}\,x_{\sigma }^{\text{l}}x_{s}^{\text{l}}+\sum _{s}\sum _{r>s}A_{s,r}\,x_{s}^{\text{l}}x_{r}^{\text{l}}}

## Applications

### Étude de la solubilité
La loi de Henry, sous la forme {\displaystyle P_{\sigma }=x_{\sigma }^{\text{l}}k_{{\text{H}},\sigma ,s}}, permet d'établir l'évolution de la solubilité {\displaystyle x_{\sigma }^{\text{l}}} en fonction de la pression et de la température dans son domaine d'application, aux basses pressions (loi des gaz parfaits) et faibles solubilités (solution idéale). On suppose également que le solvant {\displaystyle s} est très peu volatil, voire que le soluté {\displaystyle \sigma } est seul en phase gaz, soit, pour la pression partielle du soluté, {\displaystyle P_{\sigma }\approx P}, la pression totale.

#### En fonction de la pression
En dérivant, à température constante, l'expression de la loi de Henry par rapport à la pression, on obtient :
{\displaystyle \left({\partial \ln P_{\sigma } \over \partial P}\right)_{T}=\left({\partial \ln x_{\sigma }^{\text{l}} \over \partial P}\right)_{T}+\left({\partial \ln k_{{\text{H}},\sigma ,s} \over \partial P}\right)_{T}=\left({\partial \ln x_{\sigma }^{\text{l}} \over \partial P}\right)_{T}+{{\bar {V}}_{\sigma ,s}^{{\text{l}},\infty } \over RT}}
avec {\displaystyle {\bar {V}}_{\sigma ,s}^{{\text{l}},\infty }} le volume molaire partiel du soluté {\displaystyle \sigma } à dilution infinie dans le solvant {\displaystyle s} (voir le paragraphe Constante de Henry - Dépendance à la pression). Le solvant {\displaystyle s} étant négligeable en phase gaz, on a {\displaystyle P_{\sigma }=P} et donc :
{\displaystyle \left({\partial \ln P_{\sigma } \over \partial P}\right)_{T}={1 \over P}}
On obtient :
{\displaystyle \left({\partial \ln x_{\sigma }^{\text{l}} \over \partial P}\right)_{T}={1 \over P}-{{\bar {V}}_{\sigma ,s}^{{\text{l}},\infty } \over RT}}
En application de la loi des gaz parfaits, aux basses pressions le volume molaire de la phase gaz vaut : {\displaystyle {\bar {V}}^{\bullet }=RT/P}. D'autre part, toujours aux basses pressions, le volume molaire de la phase gaz est très supérieur au volume molaire partiel en phase liquide, soit {\displaystyle {\bar {V}}^{\bullet }\gg {\bar {V}}_{\sigma ,s}^{{\text{l}},\infty }}, d'où :
Avec un point de solubilité connu {\displaystyle \left(x_{\sigma }^{{\text{l}},\circ },P^{\circ },T\right)} on intègre à température constante :
Aux basses pressions, la solubilité {\displaystyle x_{\sigma }^{\text{l}}} augmente linéairement avec la pression totale {\displaystyle P} lorsque le soluté {\displaystyle \sigma } est seul en phase gaz.
Le volume molaire d'un gaz diminue avec une augmentation de pression ; par contre on peut considérer que {\displaystyle {\bar {V}}_{\sigma ,s}^{{\text{l}},\infty }} est indépendant de la pression, les liquides étant très peu compressibles. Aux pressions élevées, le modèle des gaz parfaits ne s'applique plus, la loi de Henry est appliquée sous la forme {\displaystyle f_{\sigma }^{\text{g}}=x_{\sigma }^{\text{l}}k_{{\text{H}},\sigma ,s}}. Le solvant {\displaystyle s} étant négligé en phase gaz, la fugacité du soluté {\displaystyle \sigma } dans cette phase varie en fonction de la pression selon :
{\displaystyle \left({\partial \ln f_{\sigma }^{\text{g}} \over \partial P}\right)_{T}={{\bar {V}}_{\sigma }^{{\text{g}},*} \over RT}=\left({\partial \ln x_{\sigma }^{\text{l}} \over \partial P}\right)_{T}+{{\bar {V}}_{\sigma ,s}^{{\text{l}},\infty } \over RT}}
avec {\displaystyle {\bar {V}}_{\sigma }^{{\text{g}},*}} le volume molaire du soluté pur à l'état gazeux dans les conditions de pression et température du mélange. On obtient par conséquent, :
Lorsque {\displaystyle {\bar {V}}_{\sigma }^{{\text{g}},*}>{\bar {V}}_{\sigma ,s}^{{\text{l}},\infty }}, aux basses pressions, la solubilité augmente avec la pression ; elle décroît lorsque {\displaystyle {\bar {V}}_{\sigma }^{{\text{g}},*}<{\bar {V}}_{\sigma ,s}^{{\text{l}},\infty }}, aux très hautes pressions (lorsque le volume molaire de la phase gaz est faible). Ainsi, lorsque {\displaystyle {\bar {V}}_{\sigma }^{{\text{g}},*}={\bar {V}}_{\sigma ,s}^{{\text{l}},\infty }}, la solubilité {\displaystyle x_{\sigma }^{\text{l}}} atteint un maximum en fonction de la pression. Ceci a été vérifié expérimentalement pour la solubilité de l'azote dans l'eau, qui atteint à 18 °C un maximum à environ 3 000 atm,.

#### En fonction de la température

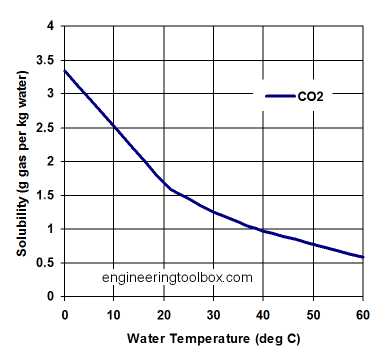
Solubilité du dioxyde de carbone dans l'eau en fonction de la température à pression atmosphérique.

En dérivant, à pression constante, l'expression de la loi de Henry par rapport à la température, on obtient :
{\displaystyle \left({\partial \ln P_{\sigma } \over \partial {1 \over T}}\right)_{P}=\left({\partial \ln x_{\sigma }^{\text{l}} \over \partial {1 \over T}}\right)_{P}+\left({\partial \ln k_{{\text{H}},\sigma ,s} \over \partial {1 \over T}}\right)_{P}=\left({\partial \ln x_{\sigma }^{\text{l}} \over \partial {1 \over T}}\right)_{P}+{\Delta _{\text{sol}}H_{\sigma ,s} \over R}}
avec {\displaystyle \Delta _{\text{sol}}H_{\sigma ,s}} l'enthalpie de dissolution du soluté {\displaystyle \sigma } dans le solvant {\displaystyle s} (voir le paragraphe Constante de Henry - Dépendance à la température). Le solvant {\displaystyle s} étant négligeable en phase gaz, on a {\displaystyle P_{\sigma }=P} et donc :
{\displaystyle \left({\partial \ln P_{\sigma } \over \partial {1 \over T}}\right)_{P}=0}
On obtient :
Diverses formes de la solubilité en fonction de la température sont communément employées, :
{\displaystyle \ln x_{\sigma }^{\text{l}}=a+{b \over T}+c\,\ln T+d\,T}
{\displaystyle \ln x_{\sigma }^{\text{l}}=a+{b \over T}+{c \over T^{2}}+{d \over T^{3}}}
avec {\displaystyle a}, {\displaystyle b}, {\displaystyle c} et {\displaystyle d} des constantes empiriques spécifiques du couple « soluté {\displaystyle \sigma } - solvant {\displaystyle s} ». Les expressions des enthalpies de dissolution respectives sont :
{\displaystyle -{\Delta _{\text{sol}}H_{\sigma ,s} \over R}=b-c\,T-d\,T^{2}}
{\displaystyle -{\Delta _{\text{sol}}H_{\sigma ,s} \over R}=b+{2\,c \over T}+{3\,d \over T^{2}}}
Pour la plupart des gaz, la dissolution est exothermique aux basses pressions et températures, soit {\displaystyle \Delta _{\text{sol}}H_{\sigma ,s}<0}, par conséquent la solubilité diminue lorsque la température augmente. De nombreux gaz présentent un minimum de solubilité, la solubilité augmentant après avoir diminué lorsque la température augmente,. Ainsi, aux basses pressions, le minimum de solubilité de l'hélium dans l'eau se situe à environ 30 °C, ceux de l'argon, de l'oxygène et de l'azote se situent entre 92 et 93 °C et celui du xénon à environ 114 °C.

### Pressurisation des boissons gazeuses

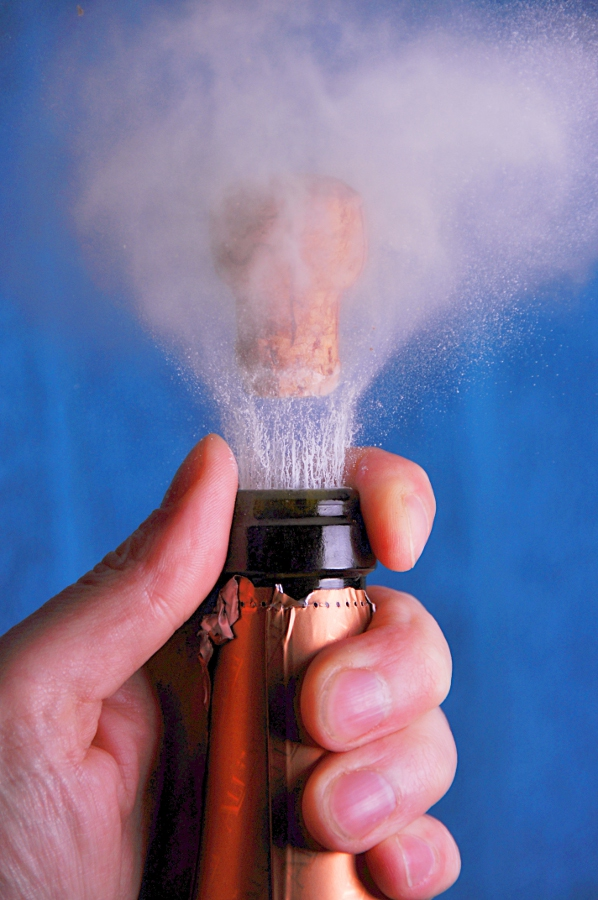
En ouvrant une bouteille de champagne la pression chute brutalement dans la bouteille et, selon la loi de Henry, la solubilité du gaz diminue. Le dioxyde de carbone dissout dans le vin se désorbe et forme des bulles dans le liquide.

Les boissons gazeuses sont maintenues sous une pression importante de dioxyde de carbone (CO2). On suppose qu'il n'y a que du CO2 dans le gaz, soit {\displaystyle x_{{\text{CO}}_{2}}^{\text{g}}=1}, la présence d'eau en phase gaz étant négligeable, soit {\displaystyle x_{{\text{H}}_{2}{\text{O}}}^{\text{g}}\approx 0}. La pression partielle du CO2 vaut alors la pression totale : {\displaystyle P_{{\text{CO}}_{2}}=x_{{\text{CO}}_{2}}^{\text{g}}P=P}. Cette pression permet de dissoudre une grande quantité de gaz dans le liquide en vertu de la loi de Henry :
{\displaystyle P_{{\text{CO}}_{2}}=x_{{\text{CO}}_{2}}^{\text{l}}k_{{\text{H,CO}}_{2},{\text{boisson}}}}
En ouvrant la bouteille la pression {\displaystyle P_{{\text{CO}}_{2}}} chute brusquement. Puisque {\displaystyle k_{{\text{H,CO}}_{2},{\text{boisson}}}} est quasi constante, alors {\displaystyle x_{{\text{CO}}_{2}}^{\text{l}}} ne peut que diminuer : la solubilité du dioxyde de carbone chute. En conséquence, le CO2 dissout se désorbe en formant des bulles dans le liquide,.

### Solubilité des gaz atmosphériques dans le sang
La composition de l'atmosphère est considérée comme constante : elle contient environ 20,9 % molaire d'oxygène O2 et d'autres gaz dont l'azote N2 très majoritaire, soit les fractions molaires {\displaystyle x_{{\text{O}}_{2}}^{\text{g}}} = 0,209 et {\displaystyle x_{{\text{N}}_{2}}^{\text{g}}} ≈ 0,791. La loi de Henry donne les relations entre la pression atmosphérique totale, {\displaystyle P}, les pressions partielles d'oxygène et d'azote, {\displaystyle P_{{\text{O}}_{2}}} et {\displaystyle P_{{\text{N}}_{2}}}, et les teneurs en oxygène et azote dissouts dans le sang, {\displaystyle x_{{\text{O}}_{2}}^{\text{l}}} et {\displaystyle x_{{\text{N}}_{2}}^{\text{l}}} :
{\displaystyle x_{{\text{O}}_{2}}^{\text{g}}P=P_{{\text{O}}_{2}}=x_{{\text{O}}_{2}}^{\text{l}}k_{{\text{H,O}}_{2},{\text{sang}}}}
{\displaystyle x_{{\text{N}}_{2}}^{\text{g}}P=P_{{\text{N}}_{2}}=x_{{\text{N}}_{2}}^{\text{l}}k_{{\text{H,N}}_{2},{\text{sang}}}}
En altitude, par exemple en montagne, la pression atmosphérique {\displaystyle P} est plus basse qu'au niveau de la mer. La pression partielle en oxygène {\displaystyle P_{{\text{O}}_{2}}} y est donc plus faible. En conséquence de la loi de Henry, la teneur en oxygène dissout dans le sang, {\displaystyle x_{{\text{O}}_{2}}^{\text{l}}}, est plus basse en montagne qu'à des altitudes moins élevées. Cet état est appelé hypoxie et peut provoquer le mal aigu des montagnes si ces altitudes sont atteintes trop rapidement, sans acclimatation progressive (par exemple à l'atterrissage en montagne d'un avion parti du niveau de la mer).
Au contraire, sous l'eau la pression est plus importante qu'au niveau de la surface. En un point où la pression {\displaystyle P} est le double de la pression atmosphérique standard (c'est le cas à 10 m de profondeur), les solubilités des gaz, {\displaystyle x_{{\text{O}}_{2}}^{\text{l}}} et {\displaystyle x_{{\text{N}}_{2}}^{\text{l}}}, sont doublées par rapport à la surface. Un plongeur consomme l'oxygène mais stocke l'azote de l'air dissout dans son organisme. Lorsque le plongeur remonte vers la surface, l'azote se désorbe en raison de la baisse de pression. Un accident de décompression survient si la remontée est trop rapide : le plongeur ne peut évacuer ce gaz par la respiration et l'azote forme des bulles dans le sang. Les bulles ainsi créées se dilatent dans les vaisseaux sanguins, toujours en raison de la baisse de pression (loi de Boyle-Mariotte), et peuvent provoquer une embolie gazeuse et le décès du plongeur,.

### Constantes de Henry pour divers gaz dissouts dans l'eau
Le tableau suivant donne quelques valeurs de la constante de Henry pour des gaz dissouts dans l'eau à 25 °C (298,15 K).
| Équation                 | {\displaystyle k_{\mathrm {H} }={P \over c_{\text{aq}}}} | {\displaystyle H={c_{\text{aq}} \over P}} | {\displaystyle k_{\mathrm {H} }={P \over x}} | {\displaystyle H={c_{\text{aq}} \over c_{\text{gas}}}} |
| Unité                    | atm l mol−1                                              | mol l−1 atm−1                             | atm                                          | sans dimension                                         |
| ------------------------ | -------------------------------------------------------- | ----------------------------------------- | -------------------------------------------- | ------------------------------------------------------ |
| Oxygène (O2)             | 769,23                                                   | 1,3 × 10−3                                | 4,259 × 104                                  | 3,181 × 10−2                                           |
| Hydrogène (H2)           | 1 282,05                                                 | 7,8 × 10−4                                | 7,099 × 104                                  | 1,907 × 10−2                                           |
| Dioxyde de carbone (CO2) | 29,41                                                    | 3,4 × 10−2                                | 0,163 × 104                                  | 0,831 7                                                |
| Azote (N2)               | 1 639,34                                                 | 6,1 × 10−4                                | 9,077 × 104                                  | 1,492 × 10−2                                           |
| Hélium (He)              | 2 702,7                                                  | 3,7 × 10−4                                | 14,97 × 104                                  | 9,051 × 10−3                                           |
| Néon (Ne)                | 2 222,22                                                 | 4,5 × 10−4                                | 12,30 × 104                                  | 1,101 × 10−2                                           |
| Argon (Ar)               | 714,28                                                   | 1,4 × 10−3                                | 3,955 × 104                                  | 3,425 × 10−2                                           |
| Monoxyde de carbone (CO) | 1 052,63                                                 | 9,5 × 10−4                                | 5,828 × 104                                  | 2,324 × 10−2                                           |

Avec :
- {\displaystyle c_{\text{aq}}} la concentration du gaz en solution aqueuse (mol/l) ;
- {\displaystyle c_{\text{gaz}}} la concentration du gaz en phase vapeur (mol/l) ;
- {\displaystyle P} la pression partielle du gaz en phase vapeur (atm) ;
- {\displaystyle x} la fraction molaire du gaz en solution aqueuse (sans dimension).

## Notations
Alphabet latin
- {\displaystyle a,b,c,d,A,B,C,D} les paramètres de formules empiriques ;
- {\displaystyle f_{i}^{\text{g}}} la fugacité du corps {\displaystyle i} en phase vapeur ;
- {\displaystyle f_{i}^{\text{l}}} la fugacité du corps {\displaystyle i} en phase liquide ;
- {\displaystyle f_{i}^{{\text{l}},*}} la fugacité du corps {\displaystyle i} liquide pur ;
- {\displaystyle {\bar {H}}_{\sigma ,s}^{{\text{l}},\infty }} l'enthalpie molaire partielle du soluté {\displaystyle \sigma } à dilution infinie dans le solvant {\displaystyle s} ;
- {\displaystyle {\bar {H}}_{\sigma }^{\bullet ,*}} l'enthalpie molaire du soluté {\displaystyle \sigma } à l'état de gaz parfait pur ;
- {\displaystyle n^{\text{l}}} la quantité de matière totale en phase liquide ;
- {\displaystyle n_{i}^{\text{l}}} la quantité du corps {\displaystyle i} en phase liquide ;
- {\displaystyle k_{{\text{H}},\sigma ,s}} la constante de Henry du soluté {\displaystyle \sigma } dans le solvant {\displaystyle s} ;
- {\displaystyle k_{{\text{H}},\sigma ,s}^{\text{sat}}} la constante de Henry du soluté {\displaystyle \sigma } dans le solvant {\displaystyle s} à {\displaystyle P_{s}^{\text{sat}}} ;
- {\displaystyle k_{{\text{H}},\sigma ,m}} la constante de Henry du soluté {\displaystyle \sigma } dans un mélange de solvants liquide ;
- {\displaystyle P} la pression totale ;
- {\displaystyle P_{i}} la pression partielle du corps {\displaystyle i} ;
- {\displaystyle P_{s}^{\text{sat}}} la pression de vapeur saturante du solvant {\displaystyle s} ;
- {\displaystyle {\mathcal {P}}_{\sigma ,s}^{{\text{l}},\infty }} le facteur de Poynting du soluté {\displaystyle \sigma } à dilution infinie dans le solvant {\displaystyle s} liquide ;
- {\displaystyle {\mathcal {P}}_{s}^{{\text{l}},*}} le facteur de Poynting du solvant {\displaystyle s} liquide pur ;
- {\displaystyle R} la constante universelle des gaz parfaits ;
- {\displaystyle T} la température thermodynamique ;
- {\displaystyle {\bar {V}}_{\sigma }^{{\text{g}},*}} le volume molaire du soluté {\displaystyle \sigma } gazeux pur ;
- {\displaystyle V^{\text{l}}} le volume de la solution liquide ;
- {\displaystyle {\bar {V}}^{\text{l}}} le volume molaire de la solution liquide ;
- {\displaystyle {\bar {V}}_{i}^{\text{l}}} le volume molaire partiel du corps {\displaystyle i} dans le mélange liquide ;
- {\displaystyle {\bar {V}}_{\sigma ,s}^{{\text{l}},\infty }} le volume molaire partiel du soluté {\displaystyle \sigma } à dilution infinie dans le solvant {\displaystyle s} liquide ;
- {\displaystyle {\bar {V}}_{s}^{{\text{l}},*}} le volume molaire du solvant {\displaystyle s} liquide pur ;
- {\displaystyle x_{i}^{\text{g}}} la fraction molaire du corps {\displaystyle i} en phase gaz ;
- {\displaystyle x_{i}^{\text{l}}} la fraction molaire du corps {\displaystyle i} en phase liquide ;
- {\displaystyle y_{i}^{\text{l}}} la quantité du corps {\displaystyle i} rapportée à la quantité totale de solvants dans un mélange liquide multicomposant.

Alphabet grec
- {\displaystyle \gamma _{i}^{\text{l}}} le coefficient d'activité du corps {\displaystyle i} en phase liquide ;
- {\displaystyle \gamma _{\sigma ,m}^{{\text{l}},\infty }} le coefficient d'activité du soluté {\displaystyle \sigma } à dilution infinie dans un mélange de solvants liquide ;
- {\displaystyle \gamma _{\sigma ,s}^{{\text{l}},\infty }} le coefficient d'activité du soluté {\displaystyle \sigma } à dilution infinie dans le solvant {\displaystyle s} liquide ;
- {\displaystyle {\hat {\gamma }}_{s}^{\text{l}}} le coefficient d'ajustement de la loi de Raoult pour le solvant {\displaystyle s} dans un mélange multicomposant liquide ;
- {\displaystyle \Delta _{\text{sol}}H_{\sigma ,s}} l'enthalpie de dissolution du soluté {\displaystyle \sigma } dans le solvant {\displaystyle s} ;
- {\displaystyle \phi _{i}^{\text{g}}} le coefficient de fugacité du corps {\displaystyle i} en phase gaz ;
- {\displaystyle \phi _{\sigma }^{\text{l}}} le coefficient de fugacité du soluté {\displaystyle \sigma } en phase liquide ;
- {\displaystyle \phi _{s}^{\text{g,*,sat}}} le coefficient de fugacité du solvant {\displaystyle s} pur en phase gaz à {\displaystyle P_{s}^{\text{sat}}}.